# Olivia Borlée
Olivia Borlée (Sint-Lambrechts-Woluwe, 10 april 1986) is een Belgische voormalige sprintster. Zij is veelvoudig Belgisch sprintkampioene en maakte deel uit van het estafetteteam dat in 2008 op de Olympische Spelen een gouden medaille behaalde op de 4 × 100 m estafette en hierbij het Belgische record verbeterde. Vanaf 2014 legde ze zich toe op de 4 × 400 meter estafette. In 2019 beëindigde ze haar carrière als atlete.

## Biografie

### Familie
Olivia Borlée is een dochter van voormalige sprinters Edith Demaertelaere en Jacques Borlée, tevens haar medetrainer. Haar broers,  tweeling Kevin en Jonathan en jongere broer Dylan Borlée zijn ook Belgische sprinters en worden eveneens getraind door hun vader.

### Eerste successen
Op de Europese kampioenschappen van 2006 dwong ze op de 200 m met 23,48 s een startplaats af in de halve finale. Daar werd ze zesde in 23,90, waardoor ze niet mocht starten in de finale.
Op 26 mei 2007 won Olivia Borlée op de FBK Games in Hengelo de 4 × 100 m estafette in 44,76. Naast haar bestond het team uit Elisabeth Davin, Élodie Ouédraogo en Wendy Den Haeze. Kim Gevaert maakte geen deel uit van de ploeg wegens een blessure.
In juli 2007 werd ze op het EK 2007 onder 23 jaar in Debrecen zesde in 23,57. Op de wereldkampioenschappen in Osaka maakte ze deel uit van de Belgische 4 × 100 m estafetteploeg. Met haar teamgenotes Kim Gevaert, Élodie Ouédraogo en Hanna Mariën won ze op 1 september in Osaka de bronzen medaille. Het viertal verbrak het Belgische record met een tijd van 42,75. Eerder op de dag had dezelfde ploeg de serie reeds gewonnen met 42,85, op dat moment al een Belgisch record. Olivia Borlée had graag individueel meegedaan in Osaka, maar dit plan viel in duigen, omdat de extra testmeeting om zich te kwalificeren op de 200 m op het allerlaatste moment toch geen doorgang kreeg. Ook Hanna Mariën kon zich hierdoor niet individueel voor de WK kwalificeren.

### Estafettegoud op OS 2008
Op 22 augustus 2008 behaalde Olivia Borlée samen met Kim Gevaert, Élodie Ouédraogo en Hanna Mariën een gouden medaille op de Olympische Spelen in Peking. De estafetteploeg op de 4 × 100 m liep tijdens de race een Belgisch record: 42,54, een verbetering van het een jaar eerder door hetzelfde team gevestigde record met 24 honderdste seconde. Goud was eerst voor de Russische ploeg, die later werd gediskwalificeerd. Nigeria behaalde toen brons.
Voor de Olympische Spelen van Londen kon ze zich niet plaatsen.

### Club
Borlée was lid van White Star, de club uit Sint-Lambrechts-Woluwe. Begin 2016 stapte zij samen met haar vader en broers over naar Racing Club Brussel.

### Afscheid
In 2019 kondigde Borlée haar afscheid als atlete aan en richtte ze zich voluit op haar carrière in de mode.

## Mode
Samen met Élodie Ouédraogo richtte Olivia Borlée het sportmodelabel 42/54 op. De naam verwijst naar de winnende tijd bij het behalen van hun olympische titel. Het label won in 2018 de Emerging Talent of the Year-award tijdens de Belgian Fashion Days.

## Kampioenschappen

### Internationale kampioenschappen
Outdoor
| Onderdeel | Titel               | Jaar |
| --------- | ------------------- | ---- |
| 4 x 100 m | Olympisch kampioene | 2008 |

### Belgische kampioenschappen
Outdoor
| Onderdeel | Jaar                         |
| --------- | ---------------------------- |
| 100 m     | 2008, 2009, 2010, 2014, 2016 |
| 200 m     | 2009, 2010, 2014, 2015, 2016 |

Indoor
| Onderdeel | Jaar       |
| --------- | ---------- |
| 200 m     | 2004, 2006 |

## Persoonlijke records
Outdoor
| Onderdeel | Prestatie          | Datum            | Plaats            |
| --------- | ------------------ | ---------------- | ----------------- |
| 100 m     | 11,39 s (+0,5 m/s) | 12 augustus 2007 | La Chaux-de-Fonds |
| 200 m     | 22,98 s (+2,0 m/s) | 9 juli 2006      | Brussel           |
| 400 m     | 53,38 s            | 5 september 2014 | Brussel           |

Indoor
| Onderdeel | Prestatie | Datum            | Plaats |
| --------- | --------- | ---------------- | ------ |
| 60 m      | 7,43 s    | 21 februari 2010 | Gent   |
| 200 m     | 23,82 s   | 19 februari 2006 | Gent   |
| 400 m     | 54,27 s   | 18 februari 2017 | Gent   |

## Palmares

### 60 m
- 2004:  BK AC indoor - 7,48 s
- 2006:  BK AC indoor - 7,54 s
- 2009:  BK AC indoor - 7,48 s
- 2010:  BK AC indoor - 7,43 s
- 2011:  BK AC indoor - 7,43 s

### 100 m
- 2003:  Europees Jeugd Olympisch Festival - 12,01 s
- 2006:  BK AC - 11,51s
- 2007:  BK AC - 11,41s
- 2007: 4e Nacht van de Atletiek - 11,58 s
- 2008:  BK AC - 11,81 s
- 2009:  BK AC - 11,44 s
- 2009: 9e Memorial Van Damme - 11,64 s
- 2010:  BK AC - 11,58 s
- 2012:  BK AC - 11,55 s
- 2013:  BK AC - 11,69 s
- 2013: 7e Jeux de la Francophonie - 12,28 s
- 2014:  BK AC - 11,54 s
- 2015:  BK AC - 11,51 s
- 2016:  BK AC - 11,54 s

### 200 m
- 2003:  Europees Olympisch jeugdfestival - 24,10 s
- 2004:  BK AC indoor - 24,04 s
- 2006:  BK AC indoor - 23,82 s
- 2006:  BK AC - 22,98 s
- 2006: 5e Memorial Van Damme - 23,51 s
- 2007:  BK AC - 23,14 s
- 2007: 6e EK U23 - 23,57 s
- 2007: 6e Nacht van de Atletiek - 23,21 s
- 2008:  Nacht van de Atletiek - 23,05 s
- 2008: 6e Memorial Van Damme - 23,30 s
- 2009:  BK AC - 23,15 s
- 2009: 8e in ½ fin. WK - 23,42 s (in serie 23,25 s)
- 2010:  BK AC - 23,18 s
- 2010: 6e in ½ fin. EK - 23,44 s
- 2010: 8e Memorial Van Damme - 23,61 s
- 2012:  BK AC - 23,34 s
- 2012: 7e ½ finale EK - 23,66 s
- 2013:  BK AC - 23,41 s
- 2014:  BK AC - 23,50 s
- 2015:  BK AC - 23,36 s
- 2016:  BK AC - 23,02 s
- 2016: 5e in serie EK in Amsterdam - 23,64 s
- 2016: 7e in serie OS in Rio de Janeiro - 23,53 s

### 400 m
- 2017:  BK AC indoor - 54,27 s

### 4 × 100 m
- 2007:   WK - 42,75 (NR)
- 2008:  OS - 42,54 (NR)
- 2009: 6e in serie WK - 43,99 s
- 2010: DNF EK (in serie 43,82 s)

### 4 x 400 m
- 2014: 8e EK - 3.31,82

## Onderscheidingen
- 2007: Nationale trofee voor sportverdienste (met estafetteteam) voor de 4 x 100 m-prestatie op het WK in Osaka.
- 2008: Sportploeg van het jaar (met estafetteteam)

1928: Rosenfeld, Smith, Bell, Cook ·
1932: Carew, Furtsch, Rogers, Von Bremen ·
1936: Bland, Rogers, Robinson, Stephens ·
1948: Stad-de Jong, Witziers-Timmer, van der Kade-Koudijs, Blankers-Koen ·
1952: Faggs, Jones, Moreau, Hardy ·
1956: Strickland, Croker, Mellor, Cuthbert ·
1960: Hudson, Williams, Jones, Rudolph ·
1964: Ciepły, Kirszenstein, Górecka, Kłobukowska ·
1968: Ferrell, Bailes, Netter, Tyus ·
1972: Krause, Mickler-Becker, Richter, Rosendahl ·
1976: Oelsner, Stecher, Bodendorf, Eckert ·
1980: Müller, Wöckel, Auerswald, Göhr ·
1984: Brown, Bolden, Cheeseborough, Ashford ·
1988: Brown, Echols, Griffith-Joyner, Ashford ·
1992: Ashford, Jones, Guidry, Torrence ·
1996: Devers, Miller, Gaines, Torrence ·
2000: Fynes, Sturrup, Davis, Ferguson ·
2004: Lawrence, Simpson, Bailey, Campbell ·
2008: Borlée, Mariën, Ouédraogo, Gevaert ·
2012: Madison, Felix, Knight, Jeter ·
2016: Madison, Felix, Gardner, Bowie ·
2020: Williams, Thompson-Herah, Fraser-Pryce, Jackson ·
2024: Jefferson, Terry, Thomas, Richardson